# Даніель Клірі
Даніель Клірі (англ. Daniel Cleary, нар. 18 грудня 1978, Карбонір) — канадський хокеїст, що грав на позиції крайнього нападника. Грав за збірну команду Канади.
Володар Кубка Стенлі. Провів понад тисячу матчів у Національній хокейній лізі. 

## Ігрова кар'єра
Клірі народився в містечку Карбонір але дитячі роки провів у місті Гарбор-Грейс.
Хокейну кар'єру розпочав 1993 року виступами за юніорську команду ОЮХЛ «Кінгстон Вояджерс». У сезоні 1994–95 Даніель дебютував у складі «Бельвіль Буллс» за який відіграв чотири сезони.
1997 року був обраний на драфті НХЛ під 13-м загальним номером командою «Чикаго Блекгокс». За «чорних яструбів» Клірі відіграв два сезони причому в останньому він захищав кольори команд АХЛ «Портленд Пайретс» та «Гамільтон Буллдогс».
Влітку 1999 канадця продають до «Едмонтон Ойлерс». У складі «нафтовиків» Даніель відіграв чотири роки, один рік відігра за «Фінікс Койотс», під час локауту він разом з Шоном Горкоффом відіграв за шведський «Мора ІК». 
4 жовтня 2005 канадець уклав однорічний контракт з «Детройт Ред-Вінгс».
11 березня 2008 Клірі підписав п'ятирічний контракт з «червоними крилами».
4 червня 2008 Клірі разом з клубом здобув Кубок Стенлі перегравши у фіналі «Піттсбург Пінгвінс».
30 червня 2008 Даніель привіз Кубок Стенлі до свого рідного містечка, а згодом до дитячої лікарні. 1 липня 2008 привіз Кубок до міста Гарбор-Грейс, де він вперше зіграв у хокей.
Наступного року у фіналі Кубка Стенлі «червоні крила» поступились «пінгвінам».
12 вересня 2013 Даніель та «Детройт Ред-Вінгс» уклали однорічну угоду. 10 липня 2014 сторони продовжили угоду ще на один рік.
4 вересня 2015 Клірі та «червоні крила» уклали контракт на один рік на суму $950,000 доларів.
23 вересня 2016 Даніель уклав угоду з клубом АХЛ «Гранд-Репідс Гріффінс». Після здобуття Кубка Колдера «Гріффінсом» завершив кар'єру гравця.
Загалом провів 1059 матчів у НХЛ, включаючи 121 гру плей-оф Кубка Стенлі.
Виступав за збірну Канади, на головних турнірах світового хокею провів 7 ігор в її складі.

## Нагороди та досягнення
- Володар Кубка Стенлі у складі «Детройт Ред-Вінгс» — 2008.

## Статистика

### Клубні виступи
| 1993–94      | «Кінгстон Вояджерс»     | ОЮХЛ         | 41  | 18  | 28  | 46  | 33  | 2   | 0  | 1  | 1  | 0  |
| 1994–95      | «Бельвіль Буллс»        | ОХЛ          | 62  | 26  | 55  | 81  | 62  | 16  | 7  | 10 | 17 | 23 |
| 1995–96      | «Бельвіль Буллс»        | ОХЛ          | 64  | 53  | 62  | 115 | 74  | 14  | 10 | 17 | 27 | 40 |
| 1996–97      | «Бельвіль Буллс»        | ОХЛ          | 64  | 32  | 48  | 80  | 88  | 6   | 3  | 4  | 7  | 6  |
| 1997–98      | «Чикаго Блекгокс»       | НХЛ          | 6   | 0   | 0   | 0   | 0   | —   | —  | —  | —  | —  |
| 1997–98      | «Індіанаполіс Айс»      | ІХЛ          | 4   | 2   | 1   | 3   | 6   | —   | —  | —  | —  | —  |
| 1997–98      | «Бельвіль Буллс»        | ОХЛ          | 30  | 16  | 31  | 47  | 14  | 10  | 6  | 17 | 23 | 10 |
| 1998–99      | «Чикаго Блекгокс»       | НХЛ          | 35  | 4   | 5   | 9   | 24  | —   | —  | —  | —  | —  |
| 1998–99      | «Портленд Пайретс»      | АХЛ          | 30  | 9   | 17  | 26  | 74  | —   | —  | —  | —  | —  |
| 1998–99      | «Гамільтон Буллдогс»    | АХЛ          | 9   | 0   | 1   | 1   | 7   | 3   | 0  | 0  | 0  | 0  |
| 1999–2000    | «Едмонтон Ойлерс»       | НХЛ          | 17  | 3   | 2   | 5   | 8   | 4   | 0  | 1  | 1  | 2  |
| 1999–2000    | «Гамільтон Буллдогс»    | АХЛ          | 56  | 22  | 52  | 74  | 108 | 5   | 2  | 3  | 5  | 18 |
| 2000–01      | «Едмонтон Ойлерс»       | НХЛ          | 81  | 14  | 21  | 35  | 37  | 6   | 1  | 1  | 2  | 8  |
| 2001–02      | «Едмонтон Ойлерс»       | НХЛ          | 65  | 10  | 19  | 29  | 51  | —   | —  | —  | —  | —  |
| 2002–03      | «Едмонтон Ойлерс»       | НХЛ          | 57  | 4   | 13  | 17  | 31  | —   | —  | —  | —  | —  |
| 2003–04      | «Фінікс Койотс»         | НХЛ          | 68  | 6   | 11  | 17  | 42  | —   | —  | —  | —  | —  |
| 2004–05      | «Мора ІК»               | Елітсерія    | 47  | 11  | 26  | 37  | 136 | —   | —  | —  | —  | —  |
| 2005–06      | «Детройт Ред-Вінгс»     | НХЛ          | 77  | 3   | 12  | 15  | 40  | 6   | 0  | 1  | 1  | 6  |
| 2006–07      | «Детройт Ред-Вінгс»     | НХЛ          | 71  | 20  | 20  | 40  | 24  | 18  | 4  | 8  | 12 | 30 |
| 2007–08      | «Детройт Ред-Вінгс»     | НХЛ          | 63  | 20  | 22  | 42  | 33  | 22  | 2  | 1  | 3  | 4  |
| 2008–09      | «Детройт Ред-Вінгс»     | НХЛ          | 74  | 14  | 26  | 40  | 46  | 23  | 9  | 6  | 15 | 12 |
| 2009–10      | «Детройт Ред-Вінгс»     | НХЛ          | 64  | 15  | 19  | 34  | 29  | 12  | 2  | 0  | 2  | 4  |
| 2010–11      | «Детройт Ред-Вінгс»     | НХЛ          | 68  | 26  | 20  | 46  | 20  | 11  | 2  | 4  | 6  | 6  |
| 2011–12      | «Детройт Ред-Вінгс»     | НХЛ          | 75  | 12  | 21  | 33  | 30  | 5   | 0  | 0  | 0  | 2  |
| 2012–13      | «Детройт Ред-Вінгс»     | НХЛ          | 48  | 9   | 6   | 15  | 40  | 14  | 4  | 6  | 10 | 2  |
| 2013–14      | «Детройт Ред-Вінгс»     | НХЛ          | 52  | 4   | 4   | 8   | 31  | —   | —  | —  | —  | —  |
| 2014–15      | «Детройт Ред-Вінгс»     | НХЛ          | 17  | 1   | 1   | 2   | 6   | —   | —  | —  | —  | —  |
| 2015–16      | «Гранд-Репідс Гріффінс» | АХЛ          | 35  | 3   | 12  | 15  | 8   | 9   | 0  | 0  | 0  | 6  |
| Усього в НХЛ | Усього в НХЛ            | Усього в НХЛ | 938 | 165 | 222 | 387 | 492 | 121 | 24 | 28 | 52 | 76 |

### Збірна
| Рік                | Команда            | Турнір             | Місце              | І | Г | П | О | ШХ |
| ------------------ | ------------------ | ------------------ | ------------------ | - | - | - | - | -- |
| 2002               | Канада             | ЧС                 | 6-е                | 7 | 2 | 1 | 3 | 2  |
| Національна збірна | Національна збірна | Національна збірна | Національна збірна | 7 | 2 | 1 | 3 | 2  |